# سارة دالين
سارة إليزابيث دالين (بالإنجليزية: Sara Elizabeth Dallin)‏ (من مواليد 17 ديسمبر 1961) مغنية وكاتبة أغاني إنجليزية. وهي عضو مؤسس في مجموعة بناناراما الموسيقية.

## نبذة
تنحدر دالين من أصول إنجليزية وفرنسية وأيرلندية. درست الصحافة في كلية لندن للأزياء (جامعة الفنون) في 1980-1981.

## الحياة الشخصية
كانت دالين متزوجة من مؤدي رقصات بناناراما باسي ووكر، وأنجبت منه ابنتها أليس في عام 1991، لكنهما انفصلا لاحقًا.

## روابط خارجية
- سارة دالين في قاعدة بيانات الأفلام على الإنترنت